# Championnat du Costa Rica de football 1924
Navigation
Saison précédente Saison suivante
La Primera División 1924 est la quatrième édition de la première division costaricienne.
Lors de ce tournoi, le CS Cartagines a tenté de conserver son titre de champion du Costa Rica face aux six meilleurs clubs costariciens.
Chacun des sept clubs participant était confronté deux fois aux six autres équipes.

## Les 7 clubs participants
| \| San José: Gimnástica Española CS La Libertad CS Progreso Universidad LD Alajuelense CS Cartagines I San José CS Herediano I San José I San José I San José \| Localisation des clubs engagés dans le championnat. |
| San José: Gimnástica Española CS La Libertad CS Progreso Universidad LD Alajuelense CS Cartagines I San José CS Herediano I San José I San José I San José                                                           |

| Club                | Stade                        | Capacité          | Ville    |
| LD Alajuelense      | Stade inconnu                | Capacité inconnue | Alajuela |
| CS Cartagines       | Stade inconnu                | Capacité inconnue | Cartago  |
| Gimnástica Española | Stade inconnu                | Capacité inconnue | San José |
| CS Herediano        | Stade inconnu                | Capacité inconnue | Heredia  |
| CS La Libertad      | Stade Nacional du Costa Rica | 25 500            | San José |
| CS Progreso         | Stade inconnu                | Capacité inconnue | San José |
| Universidad         | Stade Ecológico              | 1 800             | San José |

## Compétition
Les sept équipes affrontent à deux reprises les six autres équipes selon un calendrier tiré aléatoirement. 
Le classement est établi sur l'ancien barème de points (victoire à 2 points, match nul à 1, défaite à 0).
Le départage final se fait selon les critères suivants :
- Le nombre de points.
- Un match de départage.

### Classement
| Rang | Équipe              | Pts | J  | G | N | P  | Bp | Bc | Diff |
| ---- | ------------------- | --- | -- | - | - | -- | -- | -- | ---- |
| 1    | CS Herediano        | 20  | 12 | 9 | 2 | 1  | 28 | 11 | +17  |
| 2    | CS Cartagines (T)   | 17  | 12 | 8 | 1 | 3  | 29 | 14 | +15  |
| 3    | CS La Libertad      | 16  | 12 | 7 | 2 | 3  | 20 | 10 | +10  |
| 4    | Gimnástica Española | 16  | 12 | 6 | 4 | 2  | 22 | 18 | +4   |
| 5    | Universidad         | 7   | 12 | 3 | 1 | 8  | 13 | 26 | -13  |
| 6    | LD Alajuelense      | 5   | 12 | 2 | 1 | 9  | 16 | 30 | -14  |
| 7    | CS Progreso         | 3   | 12 | 1 | 1 | 10 | 8  | 27 | -19  |

| Légende : Abréviations | Légende : Abréviations |
| ---------------------- | ---------------------- |
|                        | (T) : Tenant du titre  |

## Bilan du tournoi
| Tableau d'Honneur |              |
| Compétition       | Vainqueur    |
| Primera División  | CS Herediano |